# علي يعقوب (لاعب كرة قدم لبناني)
علي حسن يعقوب هو لاعب كرة قدم لبناني سابق لعب في مركز خط الوسط، وهو من مواليد 26 يناير (كانون الثاني) 1985.

## مسيرته المهنية
وُلد علي حسن يعقوب في 26 يناير (كانون الأول) عام 1985 ببلدة مقنة التابعة لمحافظة بعلبك الهرمل في لبنان. لعب علي يعقوب لصالح نادي العهد بدءًا من عام 2005، وحتى انتقل إلى صفوف نادي النجمة الرياضي في عام 2008. وفي عام 2010، ترك علي يعقوب نادي النجمة الرياضي لكي ينضم إلى صفوف نادي المبرة حيث لعب في مركز حط الوسط، ثُم أعاره نادي المبرة خلال موسم عام 2015-2016 إلى نادي النبي شيت الرياضي قبل أن يعود للعب في صفوف فريق نادي المبرة حتى اعتزاله عام 2020.
وعلى مُستوى المُنتخبات الوطنية، فقد انضم علي يعقوب في عام 2007 إلى صفوف منتخب لبنان لكرة القدم للشباب تحت 23 سنة، وشارك معه في التصفيات الأسيوية المؤهلة لأولمبياد بكين 2008 حيث أحرز في أولى مباريات لبنان بالتصفيات هدف الفوز على منتخب كوريا الشمالية من ركلة جزاء، ثُم لعب في صفوف منتخب لبنان لكرة القدم حتى عام 2010، وشارك معه في التصفيات المؤهلة لبطولة كأس آسيا لكرة القدم 2011.

## الإحصائيات الدولية
يوضح الجدول التالي قائمة النتائج والأهداف التي حققها علي يعقوب مع منتخب لبنان:
| الرقم | التاريخ              | الملعب                                       | الخصم    | الأهداف | النتيجة | المنافسة                                         |
| ----- | -------------------- | -------------------------------------------- | -------- | ------- | ------- | ------------------------------------------------ |
| 1     | 9 أبريل (نيسان) 2008 | ملعب مدينة كميل شمعون الرياضية، بيروت، لبنان | المالديف | 2–0     | 4–0     | التصفيات المؤهلة لبطولة كأس آسيا لكرة القدم 2011 |